# Francja na Letnich Igrzyskach Olimpijskich Młodzieży 2010
Francję na Letnich Igrzyskach Olimpijskich Młodzieży 2010 w Singapurze reprezentowało 61 sportowców w 18 dyscyplinach.

## Skład kadry

### Badminton
- Léa Palermo
- Lucas Claerbout

### Boks
- Tony Yoka

### Gimnastyka
- Sophia Serseri
- Brandon Prost

### Judo
- Julia Rosso-Richetto

### Kajakarstwo
- Manon Hostens
- Guillaume Bernis

### Koszykówka
- Justine Barthelemy
- Rudiane Eduardo
- Lou Mataly
- Onayssa Sbahi

### Lekkoatletyka
- Aurélie Chaboudez
- Sokhna Gallé
- Nina Habold
- Coralie Leturgez
- Alexia Sedykh
- Guy Anouman
- Nicolas Borome
- Ken Romain

### Łucznictwo
- Laurie Lecointre
- Julien Rossignol

### Pięciobój nowoczesny
- Manon Carpentier
- Valentin Prades

### Piłka ręczna
Drużyna chłopców
- Adrien Ballet Kebengue
- Benjamin Bataille
- Jordan Bonilauri
- Théophile Causse
- Théo Derot
- Hugo Descat
- Julian Emonet
- Antoine Gutfreund
- Bryan Jabea Njo
- Laurent Lagier Pitre
- Mathieu Merceron
- Timothey N’Guessan
- O’Brian Nyateu
- Kévin Rondel

### Pływanie
- Mathilde Cini
  - 200 m. na plecach  złoty medal
- Marie Jugnet
- Anna Santamans
  - 50 m. stylem dowolnym  złoty medal
  - 50 m. stylem motylkowym  brązowy medal
- Jordan Coelho
  - sztafeta 4x100 m.  srebrny medal
- Medhy Metella
  - 100 m. stylem dowolnym  złoty medal
  - sztafeta 4x100 m.  srebrny medal
- Ganesh Pedurand
  - sztafeta 4x100 m.  srebrny medal
- Thomas Rabeisen
  - sztafeta 4x100 m.  srebrny medal

### Skoki do wody
- Fanny Bouvet

### Strzelectwo
- Jennifer Olry
- Vincent Jeanningros

### Szermierka
- Kenza Boudad
- Arthur Zatko

### Taekwondo
- Hajer Mustapha
- Samantha Silverstri - kategoria 63 kg  brązowy medal
- Faiza Taoussara - kategoria +63 kg  brązowy medal

### Tenis stołowy
- Céline Pang
- Simon Gauzy

### Triathlon
- Jérémy Obozil

### Wioślarstwo
- Noémie Kober  brązowy medal
- William Chopy
- Benoît Demey

### Żeglarstwo
- Clidane Humeau
- Mazime Labat